# Francis F. Patterson

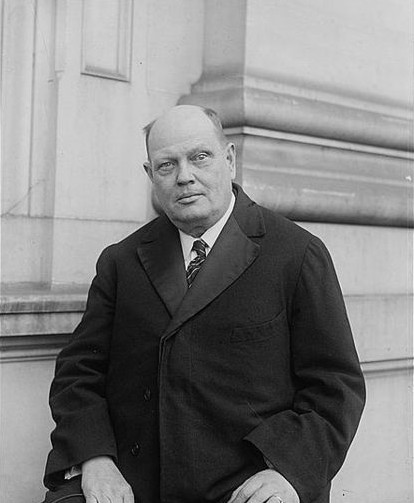
Francis F. Patterson (1920)

Francis Ford Patterson Jr. (* 30. Juli 1867 in Newark, New Jersey; † 30. November 1935 in Merchantville, New Jersey) war ein US-amerikanischer Politiker. Zwischen 1920 und 1927 vertrat er den Bundesstaat New Jersey im US-Repräsentantenhaus.

## Werdegang
Francis Patterson besuchte die öffentlichen Schulen in Woodbury, wohin er im Jahr 1874 mit seinen Eltern gezogen war. Im Alter von 13 Jahren wurde er bei einer Zeitung angestellt. 1882 zog er nach Camden, wo er weiterhin in der Zeitungsbranche arbeitete. Bis 1890 war er beim „Camden Courier“ beschäftigt. Danach gab er bis 1894 die New-Jersey-Ausgabe der Zeitung „Philadelphia Record“ heraus. Von 1894 bis 1923 fungierte Patterson als Eigentümer und Herausgeber der Zeitung „Camden Post-Telegram“. Zwischen 1916 und 1925 leitete er die Firma West Jersey Trust Co. Außerdem war er von 1920 bis 1925 einer der Direktoren der West Jersey Title Co. Gleichzeitig begann er als Mitglied der Republikanischen Partei eine politische Laufbahn.
Im Jahr 1900 wurde Patterson in die New Jersey General Assembly gewählt. Von 1900 bis 1920 war er neben seinen journalistischen Tätigkeiten auch als County Clerk für das Camden County tätig. 1920 war er Delegierter zur Republican National Convention in Chicago, auf der Warren G. Harding als Präsidentschaftskandidat nominiert wurde. Nach dem Tod des Abgeordneten William J. Browning wurde Patterson bei der fälligen Nachwahl für den ersten Sitz von New Jersey als dessen Nachfolger in das US-Repräsentantenhaus in Washington, D.C. gewählt, wo er am 2. November 1920 sein neues Mandat antrat. Nach drei Wiederwahlen konnte er bis zum 3. März 1927 im Kongress verbleiben. Im Jahr 1926 wurde er von seiner Partei nicht mehr zur Wiederwahl nominiert.
Nach dem Ende seiner Zeit im US-Repräsentantenhaus arbeitete Francis Patterson im Bankgewerbe. Außerdem war er Präsident der in Camden ansässigen Firma West Jersey Parkside Trust Co. Er starb am 30. November 1935 in Merchantville.